# Roethof Open
De Roethof Open was een internationaal kampioenschap dammen in Suriname. Het kampioenschap werd tussen 2012 en 2016 viermaal gespeeld.
De toernooien werden georganiseerd door Ronald Roethof, een meervoudig jeugdkampioen dammen van Suriname in de jaren 1980 en telg uit een bekende Nederlandse advocatenfamilie van Surinaamse afkomst. Ronald Roethof sponsorde dit toernooi tijdens de viering van 60 jaar Surinaamse Dambond. Bij het toernooi was ook zijn vader Max betrokken.
In 2012 werden uitnodigingen verstuurd naar de Werelddambond en de Pan-Amerikaanse Damconfederatie (PAMDCC). Het eerste toernooi vormde een tryout om te zien of en hoe er een vervolg aan gegeven kon worden. Uiteindelijk bestond het deelnemersveld in 2012 uit Surinamers uit Suriname en de Surinaamse diaspora. In 2014 en 2015 waren er meer buitenlandse spelers bij, vooral uit Trinidad en Tobago, en in 2016 was er een geheel internationaal veld met spelers.
Het prijzengeld was in 2012 hoger dan ooit in Suriname. In de prijzenpot was 1500, 1000 en 750 euro beschikbaar voor de top 3. Daarnaast waren nog twee individuele prijzen van 500 euro ingesteld, waaronder voor beste combinatie. De Internationaal Grootmeester dammen Guno Burleson won het eerste jaar de hoofdprijs; Rinaldo Kemnaad won het sneldamtoernooi, dat georganiseerd werd op de dag van de prijsuitreiking van het grote toernooi. In 2014 en 2015 vonden opvolgende edities plaats en de editie van 2016 werd het grootste damtoernooi dat ooit gehouden is in Suriname. Bij elkaar namen 95 dammers deel, onder wie negen Internationale Grootmeesters. Voor het derde jaar op rij deed de wereldkampioen Aleksandr Schwarzman mee, evenals de top 4 van de vrouwen in de wereld. Guno Burleson was de hoogst genoteerde Surinamer. Schwartzman zette met dit toernooi in 2016 voor de derde keer op rij op zijn naam.

## Uitslagen
| Jaar | Goud                       | Zilver                        | Brons                         |
| ---- | -------------------------- | ----------------------------- | ----------------------------- |
| 2012 | SUR - Guno Burleson        | SUR - Rinaldo Kemnaad         | SUR - Gaetano Nahar           |
| 2014 | RUS - Alexander Shvartsman | LAT - Guntis Valneris         | BRA - Allan Igor Moreno Silva |
| 2015 | RUS - Alexander Shvartsman | BRA - Allan Igor Moreno Silva | SEN - Macodou N`Diaye         |
| 2016 | RUS - Alexander Shvartsman | LAT - Guntis Valneris         | CMR - Jean Marc Ndjofang      |